# Tirath Singh Rawat

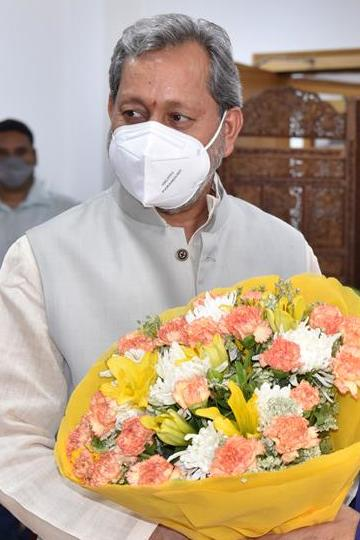
Tirath Singh Rawat am 6. Juni 2021 in Neu Delhi, kurz nach seinem Rücktritt als Chief Minister

Tirath Singh Rawat, seltener auch Teerath Singh Rawat (Hindi तीरथ सिंह रावत; * 9. April 1964 im Dorf Seeron, nahe Pauri, damals Uttar Pradesh, heute Uttarakhand) ist ein indischer Politiker. Vom 10. März 2021 bis zum 4. Juli 2021 war er Chief Minister des Bundesstaats Uttarakhand.

## Biografie
Rawat wurde 1964 in einem kleinen Bergdorf im damals noch zu Uttar Pradesh gehörenden Uttarakhand geboren. Seine Eltern waren Kalam Singh Rawat und Gaura Devi. Er wuchs in Uttarakhand auf und studierte in seinem Heimatdistrikt, wo er den Grad eines M.A. in Soziologie an der Himalayan Garhwal University und ein Diplom in Patrakarita (Journalismus) von der Hemwati Nandan Bahuguna Garhwal University in Srinagar (Uttarakhand) erwarb.

### Parteipolitische Laufbahn
Rawat wurde politisch in der Bharatiya Janata Party (BJP) aktiv, trat dem Rashtriya Swayamsevak Sangh (RSS), der Kaderorganisation der BJP, bei und war bis 1997 Vizepräsident der Bharatiya Janata Yuva Morcha, der BJP-Jugendorganisation, in Uttar Pradesh. Vom 9. Februar 2013 bis zum 31. Dezember 2015 hatte er den Parteivorsitz der BJP in Uttarakhand inne.

### Laufbahn als Abgeordneter und Minister
1997 wurde er in das Oberhaus (Legislative Council, Vidhan Parishad) des Zweikammerparlaments von Uttar Pradesh gewählt, dem er bis 2002 angehörte. Nachdem Uttarakhand (damals noch unter dem Namen Uttaranchal) am 9. November 2000 ein eigener Bundesstaat geworden war, bekleidete Rawat 2000 bis 2002 das Amt des Erziehungsministers in den Regierungen unter den Chief Ministern Nityanand Swami und Bhagat Singh Koshyari (beide BJP). Die Wahl zum Bundesstaatsparlament von Uttarakhand 2002 ging für die BJP verloren und Rawat verlor sein Ministeramt und Abgeordnetenmandat. Von 2012 bis 2017 gehörte er als BJP-Abgeordneter für den Wahlkreis 39-Chaubattakhal der Legislativversammlung von Uttarakhand an. Bei der gesamtindischen Parlamentswahl 2019 wurde er für die BJP im Wahlkreis 2-Garhwal in die Lok Sabha gewählt. Während seiner Abgeordnetentätigkeit gehörte er verschiedenen Parlamentsausschüssen und -kommissionen an, unter anderem seit dem 13. September 2019 dem Ausschuss für Transport, Tourismus und Kultur und ab dem 9. Oktober 2019 auch dem Ausschuss zu den Gehältern und Zusatzeinkünften der Parlamentarier.

### Chief Minister von Uttarakhand
Nachdem der bisherige Chief Minister Trivendra Singh Rawat (nicht mit Tirath Singh Rawat verwandt) zunehmend an Rückhalt bei der BJP-Klientel und den örtlichen BJP-Führungskadern in Uttarakhand verloren hatte, wurde er auf Betreiben der BJP-Führung in Delhi am 9. März 2021 zum Rücktritt genötigt. Als sein Nachfolger wurde Tirath Singh Rawat durch den Gouverneur des Bundesstaats am 10. März 2021 als neuer Chief Minister vereidigt. Zum Zeitpunkt seiner Ernennung war er Abgeordneter der Lok Sabha. Nach Artikel 164 der Verfassung Indiens musste er, um weiterhin Chief Minister bleiben zu können, binnen sechs Monaten als Abgeordneter in das Parlament Uttarakhands gewählt werden. An der Nachwahl im Wahlkreis 49-Salt am 16. April 2021 nahm er jedoch nicht teil (wohl auch infolge einer kürzlich überstandenen eigenen COVID-19-Erkrankung) und der Sitz wurde von einem anderen BJP-Kandidaten gewonnen. Als Chief Minister agierte Rawat nicht besonders glücklich. Er schaffte es nicht, die zerstrittenen BJP-Fraktionen hinter sich zu vereinen. Er revidierte eine Reihe von unpopulären Entscheidungen seines Amtsvorgängers und löste beispielsweise den Char Dham Devasthanam Board auf, der eingerichtet worden war, um eine Reihe von wichtigen Hindu-Tempeln im Bundesstaat zu beaufsichtigen. Seine Entscheidung, die Kumbh Mela in Uttarakhand abzuhalten, war angesichts der grassierenden COVID-19-Pandemie umstritten. Auch erntete er Kritik aufgrund verschiedener Bemerkungen zu Frauen in unangemessener Kleidung oder über die Bekämpfung von COVID-19 mit Spiritualität. Nachdem es zunehmend Zweifel gab, ob Rawat innerhalb der vorgesehenen Frist von sechs Monaten einen Abgeordnetensitz im Parlament von Uttarakhand würde gewinnen können, fand er sich am 29. Juli 2021 in der BJP-Zentrale in Delhi ein. Am 2. Juli 2021 erklärte er seinen Rücktritt als Chief Minister nach weniger als vier Monaten Amtszeit. Am 4. Juli 2021 wurde Pushkar Singh Dhami sein Amtsnachfolger.

## Privates
Seit dem 9. Dezember 1999 ist Rawat mit Rashami Rawat, mit der er eine Tochter hat, verheiratet.